# میکولا کوتلیوک
میکولا کوتلیوک (اوکراینی: Микола Андрійович Ковталюк؛ زادهٔ ۲۶ آوریل ۱۹۹۵) بازیکن فوتبال اهل اوکراین است.
از باشگاه‌هایی که در آن بازی کرده‌است می‌توان به باشگاه فوتبال شاختار قراغندی و باشگاه فوتبال دیلا گوری اشاره کرد.